# Storsjö distrikt
Storsjö distrikt är ett distrikt i Bergs kommun och Jämtlands län. Distriktet ligger omkring Storsjö i norra Härjedalen och gränsar till Norge. En mindre del av distriktet ligger i Jämtland.

## Tidigare administrativ tillhörighet
Distriktet inrättades 2016 och utgörs av Storsjö socken i Bergs kommun.
Området motsvarar den omfattning Storsjö församling hade 1999/2000.

## Tätorter och småorter
I Storsjö distrikt finns två småorter men inga tätorter. 

### Småorter
- Storsjö
- Ljungdalen